# Дневник Невенке Никач
„Дневник Невенке Никач” је југословенски ТВ филм из 1980. године. Режирао га је Драгослав Лазић а сценарио је написао Данило Николић

## Улоге
| Глумац            | Улога |
| ----------------- | ----- |
| Маја Димитријевић |       |